# Unione Sportiva Bitonto Calcio
L'Unione Sportiva Bitonto Calcio, meglio conosciuta come U.S. Bitonto Calcio o più semplicemente Bitonto, è una società calcistica italiana con sede nella città di Bitonto. Milita in Eccellenza, quinto livello del campionato italiano di calcio.
Il club raccoglie dal 2018 l'eredità storica dell'Unione Sportiva Bitonto, compagine la cui istituzione è riconosciuta al 1921, anche se la prima squadra di calcio a Bitonto nacque verso la metà degli anni dieci. Gioca le partite casalinghe presso lo stadio Città degli ulivi, che ha una capienza di 2 500 posti a sedere. L'impianto è composto da una tribuna coperta con capienza di circa 1 100 posti, una gradinata scoperta con capienza di circa 1 194 posti ed un settore ospiti di 206 posti a sedere.
La tradizione sportiva neroverde annovera complessivamente 28 partecipazioni al massimo campionato dilettantistico nazionale, la Serie D.

## Storia

### Le origini: dal 1914 al 1954

#### Vis Nova Bitonto
Il calcio a Bitonto nasce nel 1914 con la fondazione della Vis Nova da parte del prof.Antonio Amendolagine, del colonnello Pasquale Lomaglio e del tenente Schino, militare in servizio a Bitonto. Era un Bitonto giovanissimo, che conduceva battaglie calcistiche presso il campo Obelisco, lì dove oggi sorgono i portici Chiddo, soprattutto contro l'Ideale Bari e la Ferrovieri Bari in un periodo, quello della prima guerra mondiale, in cui il calcio era ancora agli albori, "prima ancora che si costituisse l'Associazione Bari".

#### Unione Sportiva Bitontina
Nel 1921 la Vis Nova Bitonto cambia denominazione in Unione Sportiva Bitontina, società polisportiva che sarà presente in tutte le competizioni agonistiche dal calcio al ciclismo. Il documento a noi noto è una Copia di Deliberazione della Giunta Municipale del 3 maggio 1921 in cui si evince che la suddetta società chiedeva al Municipio di Bitonto un "appezzamento di terreno per campo sportivo e un sussidio per lo sviluppo dell'istituzione".

#### Società Sportiva Miguel Ventafridda Bitonto
Nel 1925 l'Unione Sportiva Bitontina si trasforma in Società Sportiva Miguel Ventafridda Bitonto, in quanto l'argentino di origini bitontine, l'ing. Miguel Angel Ventafridda, direttamente da Buenos Aires, inviava alla società sportiva ingenti somme di denaro in favore dello sviluppo degli "sports" nella sua amata Bitonto.

#### Società Sportiva Fascista Bitonto
Nel 1928 la Miguel Ventafridda cambia nuovamente denominazione in Società Sportiva Fascista Bitonto o Unione Sportiva Fascista Bitonto, a seconda della scelta stilistica dei giornali dell'epoca, partecipando al suo primo campionato ufficiale: la Terza Divisione.
Nel giro di un decennio, precisamente nel 1938, i neroverdi riusciranno a raggiungere la Prima Divisione che disputeranno per tre anni.

#### Unione Sportiva Serenissima Bitonto
Nel dopoguerra sarà fondata dall'indimenticato "sportsman" bitontino, Michele D'Acciò, la Serenissima Bitonto che, a cavallo degli anni quaranta e cinquanta, per 1 punto nella stagione 1945-1946 non conquisterà la serie C e successivamente disputerà quattro stagioni in Promozione Interregionale, dal 1948-1949 (in seguito al secondo posto ottenuto nel girone pugliese del campionato regionale di Prima Divisione) al 1951-1952, l'allora quarto livello del campionato italiano di calcio.
A partire dalla stagione 1952-1953, dopo la riforma dei campionati, con l'introduzione della IV Serie, il Bitonto, come tantissime altre società, fu costretta ad iscriversi al campionato di Promozione, declassato nel frattempo a quinto livello del campionato italiano di calcio, su base regionale.

### Da metà anni 1950 agli inizi del nuovo millennio

#### 1968-1976
Con il tramonto della Serenissima Bitonto e dopo una breve parentesi della Polisportiva Libertas Bitonto, nel 1957 la denominazione viene riportata in Unione Sportiva Bitonto. L'Unione Sportiva, nel 1968, avrà il merito di raggiungere nuovamente la IV Serie e di rimanervi per otto anni consecutivi.

La squadra del Bitonto che nella stagione 1967-1968 affrontò la formazione campana dell'Alba XXIII (Pozzuoli) in Coppa Italia Dilettanti vincendo 1 a 0 e passando il turno (sedicesimi di finale) per sorteggio.

In quegli anni, di una certa rilevanza agonistica furono i derby con l'Andria e con il Barletta, oltre alle accese sfide con il Teramo, il Pescara e la Pro Lanciano.

Il portiere Vito Delmonte para un rigore al Nardò durante un derby del campionato di Serie D 1974-1975.

#### 1976-1988
Con la retrocessione in Promozione del 1976, il Bitonto tenterà immediatamente di ritornare in Serie D ottenendo nelle successive due stagioni rispettivamente la seconda e la terza piazza. Nella stagione 1977/78 raggiunge i quarti di finale della Coppa Italia Dilettanti eliminato dai laziali del Casalotti Pineta (vince l'andata a Bitonto per 1 a 0 e viene sconfitto per 2 a 0 a Roma).
Inizierà, quindi, un periodo di alti e bassi con la retrocessione in Prima Categoria del 1980, la rapita risalita nel 1982 e lo spareggio di Barletta contro il Noicattaro del 1988 per la promozione in Interregionale. In questa occasione vi sarà uno dei più importanti esodi della tifoseria bitontina. La sfida in campo neutro sarà vinta dai nojani ma il Bitonto verrà ripescato.

#### 1988-2000
Il 1988 vede il ritorno dell'Unione Sportiva in quarta serie, mentre l'anno successivo, in vista del campionato mondiale di calcio di Italia 1990, iniziarono i lavori di ristrutturazione dell'allora stadio comunale, con l'introduzione di una tribuna coperta, di una gradinata scoperta e dell'erba di gioco al posto della terra battuta. In quel periodo le gare casalinghe si disputarono presso il campo sportivo di Santo Spirito, a Bari.
Nel 1992 i leoncelli retrocedono nel nuovo campionato di Eccellenza, mentre nel 1996 retrocedono in Promozione. Gli anni bui si concludono nel 1998, con lo spareggio di Corato per non retrocedere in Prima Categoria vinto dal Bitonto per 2-0 contro l'Atletico Andria. Dopo aver evitato all'ultimo respiro la retrocessione, inizia la presidenza del Dottor Giulio Pettini e ha luogo il cambio di denominazione in Football Club Bitonto, che avrà vita breve. Saranno anni di assestamento nel campionato di Promozione.

#### 2000-2018
Con l'avvento della presidenza dell'avv. Alessandro Saracino, il Bitonto vince il campionato di Promozione e nella stagione 2002-2003 disputa un campionato di vertice nel torneo di Eccellenza, conquistando la promozione in Serie D nella partita vinta 2-1 contro il Locorotondo, davanti a cinquemila spettatori di fede neroverde, totalizzando 79 punti, uno in più della seconda classificata Ruvo.
Nella stagione 2003-2004 il Bitonto riesce a centrare la salvezza totalizzando 42 punti, in concomitanza col Grottaglie, classificandosi al dodicesimo posto in classifica e sovrastando i suddetti rivali grazie agli scontri diretti favorevoli. Il cammino in Coppa Italia si ferma agli ottavi di finale, dove il Bitonto verrà sconfitto dalla Viribus Unitis.
Nelle due stagioni successive i neroverdi centreranno due salvezze tranquille, grazie al decimo e all'ottavo posto rispettivamente conquistati con 44 e 47 punti.
La permanenza nella categoria verrà messa in discussione nel campionato 2006-2007. A causa del tredicesimo posto conquistato in regular season, il Bitonto sarà costretto a partecipare ai play-out. Grazie ad un doppio pareggio con lo Sporting Genzano, il verdetto sarà favorevole. La stagione successiva, all'inizio vede il Bitonto in vetta con oltre dieci punti di vantaggio sul Barletta, diretta inseguitrice. Il campionato si concluderà con la conquista del terzo posto, col diritto quindi di partecipare ai play-off validi per il salto di categoria. Dopo aver eliminato il Pomigliano con un pareggio per uno a uno, grazie alla classifica avulsa favorevole, i neroverdi devono arrendersi proprio al Barletta. In Coppa Italia di Serie D verranno raggiunti gli ottavi di finale. Nella gara di andata, il Bitonto perde in casa contro il Vittoria, tuttavia non si presenterà per giocare la gara di ritorno in terra siciliana a causa dello sciopero degli autotrasporti, perdendo così di fatto a tavolino, con conseguente eliminazione dal torneo.
Per la stagione 2008-2009 la società, investita da problemi economici, è costretta ad allestire una squadra formata da giovani calciatori locali, risultando tuttavia l'unica formazione del campionato a riuscire a battere la capolista Brindisi. Il quattordicesimo posto in campionato obbligherà il Bitonto a giocarsi la permanenza in categoria ai play-out, contro il Grottaglie, battuto comunque nella gara di ritorno di misura dopo un pareggio a reti inviolate. Inoltre, grazie alla partecipazione ai play-off nella stagione precedente, i neroverdi compaiono nell'organico della Coppa Italia di Lega Pro venendo inseriti nel girone O con Melfi, Fidelis Andria, Monopoli e Noicattaro, non riuscendo tuttavia a superare il primo turno.
Nella stagione 2009-2010 il Bitonto colleziona risultati altalenanti dovuti anche alla pesantissima penalizzazione ( "squalifica del campo di giuoco con decorrenza immediata fino al 16 maggio 2010 con gare da disputarsi in campo neutro ed a porte chiuse ed € 5000,00 di ammenda all'U.S.Bitonto" ) inflitta dal giudice sportivo causa il lancio di una monetina, da parte di un supporter, contro un guardalinee, durante la gara persa in casa per 3-2 contro il FC Francavilla. Alla fine della stagione la formazione neroverde, guidata dal giovane tecnico bitontino Massimo Pizzulli, arriva al quattordicesimo posto in classifica ed è costretta a disputare ancora una volta i play-out, questa volta contro il Pisticci. La gara d'andata termina a reti inviolate in casa della formazione lucana, mentre nella gara di ritorno in terra bitontina vince il Pisticci per 0-1, decretando la retrocessione dei padroni di casa.
Nella stagione 2010-2011 la società avrebbe dovuto partecipare al Campionato di Eccellenza ma per problemi economici si iscrive al campionato di Terza Categoria, ultimo livello della scala gerarchica dei campionati italiani , classificandosi al terzo posto nel girone di competenza della provincia di Bari del campionato di Terza Categoria, perdendo la finale play-off contro la Romania Bat Andria. Nonostante ciò viene ripescato in Seconda Categoria. Inserito nel girone B, si classifica al nono posto e, usufruendo ancora una volta di un ripescaggio, approda in Prima Categoria.
Al termine della regular season si classifica seconda con undici punti di distacco dalla terza, ottenendo il diritto di approdare direttamente in finale play-off, dove ha la meglio sul Real Gioia (3-1). Successivamente, viene ammessa nel campionato di Promozione.
Il 13 marzo 2014, dopo aver eliminato Giovinazzo, Atletico Corato, Cellamare e Real Bat, il Bitonto batte lo Sporting Altamura per 3-0 allo stadio comunale di Rutigliano, vincendo per la prima volta la Coppa Italia di categoria. Il primo maggio successivo, il Bitonto vince con due giornate di anticipo il girone A del campionato di Promozione, conquistando in salto di categoria in Eccellenza. Il 25 maggio, i neroverdi conquistano anche la Supercoppa regionale, battendo in finale il Novoli, vincitore del girone B, per 2-0. Seguono stagioni anonime in Eccellenza, con l'unico risultato di rilievo nel campionato 2016-2017, allorquando il leoncelli (secondi nella regular season), perdono la finale dei play-off regionali col Team Altamura.

### Dal 2018

#### La rifondazione e la promozione in Serie C revocata
Nel luglio 2018 il titolo sportivo viene sequestrato, nell'ambito di un'indagine della Procura di Milano legata ad un caso di frode fiscale. All'atto del dissequestro, lo stesso titolo viene ceduto mediante fusione al Molfetta, dopo una serie di difficoltà legate alle pendenze extrasportive. Quindi la dirigenza dell'A.S.D. Omnia Bitonto, fresca di promozione in Serie D,, raccoglie la maggior tradizione sportiva della città, nonostante le resistenze della frangia più calda del tifo bitontino (che non accettava la disputa di un campionato non conquistato sul campo): viene così costituita l'Unione Sportiva Dilettantistica Bitonto. 
La stagione 2018-2019 si apre con la vittoria nel derby contro il Bari nel primo storico incontro ufficiale tra le due squadre: allo Stadio San Nicola, il 26 settembre 2018, i neroverdi si impongono per 1-0 nel turno preliminare della Coppa Italia di Serie D. Al termine della stagione regolare i bitontini si piazzano al quarto posto con 59 punti, battendo il precedente record stabilito nella stagione 2007-2008, e accedendo ai play-off, dove vengono eliminati perdendo per 2-1 allo stadio Erasmo Iacovone contro il Taranto. Sarà il bitontino Cosimo Patierno il capocannoniere del girone H della Serie D, con 21 gol segnati.
Nella stagione 2019-2020 il Bitonto allenato da Roberto Taurino, trovandosi al primo posto della classifica del girone H della Serie D al momento della sospensione del torneo dovuta alla pandemia di COVID-19, viene inizialmente promosso in Serie C per decisione federale, ma a causa di una combine con l'AZ Picerno risalente al campionato di Serie D 2018-2019, al club vengono comminati cinque punti di penalizzazione, con conseguente revoca della promozione con sentenza di primo grado della giustizia sportiva, provvedimento confermato dalla sentenza della Commissione d'appello federale.
La stagione 2020-2021 verrà ricordata come la più difficile della gestione Rossiello, vista la partenza in ritardo dovuta all'attesa della sentenza e quindi alla mancata preparazione estiva. La guida tecnica viene inizialmente affidata a Nicola Ragno, che in seguito a risultati poco soddisfacenti sarà esonerato nel mese di febbraio, lasciando la panchina a Valeriano Loseto; questi, totalizzando 31 punti dal suo arrivo, fra molteplici infortuni e interruzioni dovuti alla pandemia di COVID-19, porterà la squadra dal sestultimo al quarto posto, terminando la propria esperienza bitontina sul campo della Fidelis Andria, vittoriosa per 3-1 nella semifinale dei play-off.
Il 22 aprile 2022 vengono annunciate le dimissioni del presidente Francesco Rossiello e la sua sostituzione con Antonello Orlino, nuovo numero 1 della società. Nonostante ciò, la società vuole conseguire l'obiettivo del secondo posto che gli varrebbe un posto di prestigio nei play-off di Serie D. Non riesce nell'obiettivo e conclude il campionato in terza posizione, perdendo la finale play-off contro il Francavilla per 1-0, complice soprattutto lo sfortunato autogol del difensore Stasi.
La stagione 2022-2023 parte con un obbiettivo decisamente più ridimensionato rispetto agli anni precedenti, viene allestita una squadra giovane al fine di preservare la categoria, in un anno che si può definire "di transizione" visti i lavori di ristrutturazione presso lo stadio comunale Città degli ulivi e quindi la disputa delle gare casalinghe, a porte chiuse, presso il campo polisportivo N. Rossiello. La panchina viene nuovamente affidata a Valeriano Loseto che totalizzerà 43 punti, raggiungendo la matematica salvezza con tre turni di anticipo.
Al termine del campionato 2023-2024 il Bitonto, dopo cinque anni in Serie D, retrocede nel campionato di Eccellenza, totalizzando 30 punti e posizionandosi al penultimo posto in classifica. La stagione vede la compagine neroverde ancora orfana del suo impianto sportivo e costretta ad emigrare per il girone di andata nel vicino comune di Bitetto e per il girone di ritorno, a porte chiuse, presso il campo polisportivo "N. Rossiello" di Bitonto. La panchina, inizialmente guidata da Valeriano Loseto, salta dopo 10 giornate venendo quindi riaffidata a Vincenzo Santoruvo, il quale verrà esonerato dopo 17 partite. La guida tecnica viene ereditata dal suo vice Francesco Modesto, esonerato anche lui solo un turno dopo. Per gli ultimi sei incontri quindi torna al timone ancora Valeriano Loseto.
La ripartenza dall'Eccellenza
Il sodalizio quindi, per la stagione 2024-2025, decide di ripartire da mister Giacomo Marasciulo che nonostante un avvio convincente vedrà il suo esonero già all'undicesimo turno con soli 11 punti racimolati. Al suo posto arriverà Francesco Bitetto esonerato anche lui solo quattro giornate più tardi. La panchina viene affidata quindi a Francesco Modesto che dal suo arrivo totalizzerà 40 punti raggiungendo la salvezza diretta all'ultima giornata piazzandosi al 9° posto con 54 punti totali. L'impianto scelto per le partite casalinghe, vista l'indisponibilità persistente del "Città degli ulivi", sarà per questa stagione il campo " Sigismondo Palmiotta" di Modugno (BA). 

## Colori e simboli

### Colori
La tradizionale divisa del Bitonto è a strisce verticali neroverdi. La seconda maglia nel tempo ha adottato diversi stili e colori (ad esempio anche il rosa) ma quella più usata è di colore bianco, con calzoncini neri.

### Simboli ufficiali

#### Stemma
Dalla stagione 2000-2001 lo stemma della squadra è un cerchio con fondo nero e due bordi, uno nero e uno verde e all'interno un leone stilizzato di colore giallo.
Prima di allora lo stemma vedeva due leoni neri rampanti su una palla di calcio nera con sfondo verde sopra e a righe nero-verdi sotto.
Solo per la stagione 2018-2019 viene utilizzato come stemma uno scudo che riporta l'emblema civico per poi tornare nella stagione successiva con il leone stilizzato giallo su sfondo nero in uno scudo dai contorni nero verdi.

## Strutture

### Stadio
Il Bitonto gioca le partite casalinghe presso lo stadio comunale Città degli ulivi, della capienza di 2 500 posti a sedere. Lo stadio è composto da una tribuna coperta con capienza di circa 1 100 posti ed una gradinata scoperta con capienza di circa 1 400 posti, compreso il settore ospiti. 
Più volte la tifoseria organizzata neroverde ha richiesto a gran voce alle amministrazioni comunali l'ammodernamento dell'impianto sportivo e la costruzione di due curve, senza però mai essere ascoltata.

### Centro di allenamento
Il Bitonto svolge gli allenamenti settimanali presso il campo polisportivo N. Rossiello. Situato nei pressi dello stadio comunale Città degli ulivi, il Rossiello è dotato di un terreno di gioco regolamentare con annessa pista d'atletica e due campi di dimensioni ridotte.
Dal 2023, visti i lavori in corso presso il principale stadio della città, oltre a svolgere i consueti allenamenti il Bitonto disputa anche le gare interne ufficiali.

## Palmarès

### Competizioni regionali
- Eccellenza: 1

2002-2003
- Promozione: 2

2001-2002 (girone A), 2013-2014 (girone A)
- Prima Categoria: 1

1967-1968 (girone A)
- Coppa Puglia di Promozione: 1

2013-2014
- Supercoppa di Promozione Puglia: 2

2001-2002, 2013-2014

### Altri piazzamenti
- Serie D:

Secondo posto: 2019-2020 (girone H)
Terzo posto: 2007-2008 (girone H), 2021-2022
- Eccellenza:

Secondo posto: 2016-2017
- Prima Divisione:

Secondo posto:
1945-1946
1947-1948 (girone A)
1958-1959 (girone B)
- Promozione:

Secondo posto: 1976-1977 (girone A), 1983-1984 (girone A), 1984-1985 (girone A), 1987-1988 (girone A), 2000-2001 (girone A)
Terzo posto: 1977-1978 (girone A)
- Terza Divisione

Secondo posto:
1928-1929 (girone A)

## Statistiche e record

### Partecipazione ai campionati
Campionati di livello nazionale e interregionale
| Livello | Categoria                 | Partecipazioni | Debutto   | Ultima stagione | Totale |
| ------- | ------------------------- | -------------- | --------- | --------------- | ------ |
| 4º      | Promozione                | 4              | 1948-1949 | 1951-1952       | 17     |
| 4º      | Serie D                   | 13             | 1968-1969 | 2023-2024       | 17     |
| 5º      | Campionato Interregionale | 4              | 1988-1989 | 1991-1992       | 11     |
| 5º      | Serie D                   | 7              | 2003-2004 | 2009-2010       | 11     |

Campionati di livello regionale
| Livello | Categoria         | Partecipazioni | Debutto   | Ultima stagione | Totale |
| ------- | ----------------- | -------------- | --------- | --------------- | ------ |
| I       | Terza Divisione   | 3              | 1928-1929 | 1930-1931       | 41     |
| I       | Seconda Divisione | 2              | 1931-1932 | 1932-1933       | 41     |
| I       | Prima Divisione   | 5              | 1938-1939 | 1947-1948       | 41     |
| I       | Promozione        | 12             | 1952-1953 | 1987-1988       | 41     |
| I       | Prima Categoria   | 9              | 1959-1960 | 1967-1968       | 41     |
| I       | Eccellenza        | 10             | 1992-1993 | 2024-2025       | 41     |
| II      | Terza Divisione   | 2              | 1933-1934 | 1934-1935       | 17     |
| II      | Seconda Divisione | 3              | 1937-1938 | 1942-1943       | 17     |
| II      | Prima Divisione   | 3              | 1956-1957 | 1958-1959       | 17     |
| II      | Prima Categoria   | 2              | 1980-1981 | 1981-1982       | 17     |
| II      | Promozione        | 7              | 1996-1997 | 2013-2014       | 17     |
| III     | Seconda Divisione | 1              | 1954-1955 | 1954-1955       | 2      |
| III     | Prima Categoria   | 1              | 2012-2013 | 2012-2013       | 2      |
| IV      | Seconda Categoria | 1              | 2011-2012 | 2011-2012       | 1      |
| V       | Terza Categoria   | 1              | 2010-2011 | 2010-2011       | 1      |

### Partecipazione alle coppe
| Competizione         | Partecipazioni | Debutto   | Ultima stagione | Totale |
| -------------------- | -------------- | --------- | --------------- | ------ |
| Coppa Italia Serie D | 12             | 2003-2004 | 2023-2024       | 13     |

## Tifoseria

### Storia

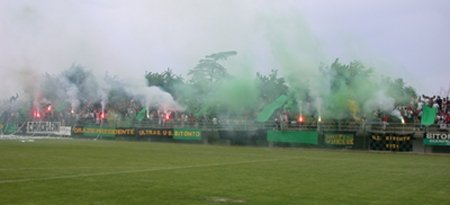
I tifosi del Bitonto festeggiano la promozione in Serie D (2003).

Verso la fine degli anni '80 del XX secolo nasce a Bitonto il tifo organizzato, che adotta lo striscione "Brigate neroverdi". Nel 2004 nascono i "Nazgul 04" gruppo che si scioglierà nel 2008. Nel 2010 viene fondato il gruppo "Quei Vecchi Ultras...del 1921", che quell'anno segue i neroverdi in Terza Categoria fino a lasciare il passo al "Nucleo compatto", nato nell'ottobre del 2013, sodalizio apolitico. Altro gruppo ultras nato nel 2018 è il "Centro storico" che raccoglie per la maggior parte tifosi neroverdi residenti nella città vecchia.

### Gemellaggi e rivalità
Non si registrano amicizie o gemellaggi degni di nota.
Le rivalità di maggiore rilevanza riguardano le tifoserie di:
- Fasano. La maggior parte delle partite con il club fasanese è terminata con incidenti. L'astio sarebbe nato nella stagione 2002-2003, quando a Fasano la squadra di casa conduceva sulla capolista Bitonto per 2-1 fino al 96º minuto, quando l'arbitro, Donato Inglese di Foggia, concesse agli ospiti un calcio di rigore che permise loro di pareggiare i conti con Vincenzo Ferrante, suscitando l'ira dei tifosi di casa.[44] Gli ultimi incidenti si sono registrati otto anni dopo l'ultimo incontro in Serie D del 2009, il 29 ottobre 2017, quando al termine del match i bitontini attesero i rivali al di fuori dell'impianto sportivo ingaggiando una fitta sassaiola, ma soprattutto il contatto fisico, che portò all'identificazione di 18 persone, 12 ospiti e 6 fasanesi. Da allora le due tifoserie non si sono più incontrate a causa dei divieti emanati dalla prefettura.[45]
- Trani, match ribattezzato anni fa dalla Gazzetta del Mezzogiorno il "derby più antico del Sud".[46]
- Novoli, con i quali il 4 gennaio 2015 vi furono scontri in terra leccese culminati nell'arresto di un ultras bitontino.[47] Un anno dopo ignoti a Bitonto assalirono il pullman della squadra salentina.[48]
- Grottaglie. Nelle partite tra bitontini e grottagliesi, diversi sono stati i divieti di accesso allo stadio imposti dalle autorità e scontri tra le due fazioni a partire dal 2004-2005.

Da segnalare altre rivalità di minor rilevanza con Cerignola, Barletta e Sorrento.